# AE Karaiskakis
AE Karaiskakis (griechisch Αθλητική Ένωση Καραϊσκάκης kurz Α.Ε. Καραϊσκάκης) ist ein griechischer Fußballverein mit Sitz in Arta. Der Verein wurde am 1. September 2012 gegründet und spielt derzeit (Stand 12. Februar 2024) in der Gamma Ethniki, der dritthöchsten Spielklasse des Landes. Der Spitzname von AE Karaiskakis ist „Choriátes“ (χωριάτες ‚Dorfbewohner‘). Die Vereinsfarben sind grün und weiß.

## Geschichte
Der Verein entstand im Jahr 2012 durch die Fusion von AO Arta, Aetos Diasello und Omonia Petra. Von 2017 bis 2022 war der Club unter dem Namen „PAE Karaiskakis Arta“ bekannt. In der Saison 2014/15 verpasste AE Karaiskakis knapp den Aufstieg in die Super League Greece 2, obwohl sie nur sieben Spiele verloren, 14 Gegentreffer hinnehmen mussten und 70 Punkte sammelten. Im selben Jahr nahm der Verein erstmals am Kypello G’Ethnikis, einem Pokal für Amateurvereine, teil und schied in der zweiten Runde gegen Dotieas Agias mit 0:5 aus. In der Saison 2016/17 gewann Karaiskakis das Finale des Amateurpokalmit 1:0 gegen AE Achaiki. Der Verein nahm auch dreimal am Kypello Elladas teil, erreichte jedoch nie die späteren Runden.
In der Saison 2017/18 spielte der Verein in der 3. Liga Griechenlands und holte am 12. Spieltag ein 0:0-Unentschieden gegen Aris.

## Wappen und Vereinsname
Das Emblem des Vereins zeigt Georgios Karaiskakis den griechischen General aus dem griechischen Unabhängigkeitskrieg. Die Zahl 2012 steht für das Gründungsjahr des Vereins.

## Bekannte Spieler
- Francesco Lovrić – 2020–2021

## Erfolge
- Kypello Ethniki Cup: Sieg (1) – 2016/17
- Gamma Ethniki (3. Liga): Zweiter – 2014/15

## Vereinsrekorde
- Höchster Sieg: 4:0 gegen AE Sparti am 31. März 2019 & Eginiakos am 21. November 2018[7]
- Höchste Niederlage: 0:7 gegen Volos NPS, 25. Oktober 2018